# Máine Mór
Máine Mór mac Eochaidh (floruit IVe siècle) est le fondateur légendaire du royaume d'Uí Maine (Connacht) en Irlande.

## Biographie
Máine Mór est réputé être un descendant de Colla Uais fondateur légendaire du royaume d'Airgíalla/Oriel, qui se trouve être surpeuplé. Máine Mór, son père Eochaidh Ferdaghiall et ses deux fils  Breasal et Amhlaibh, émigrent vers le Connacht à la recherche de nouveaux domaines. Ils attaquent le territoires d'un souverain local Cian d'Fhearaibh Bolg (en), roi des Fir Bolg (voir Soghain (en) et Senchineoil (en)
, et grâce à l'intervention de Saint Grellan (en), ils s'établissent dans le pays. En retour les Uí Maine s'engagent à payer un tribut éternel à Grellan, qui devient le saint patron de la dynastie.
Selon la tradition Maine Mór règne pendant 50 ans, et il est l'ancêtre des familles suivantes : Mullally, Madden, Ó Kelly, Fallon, Neachtain, Traynor....
Il a comme successeur son fils survivant, Breasal mac Maine Mór, qui règne à son tour 30 années.